# Madrileense kroniek van Skylitzes

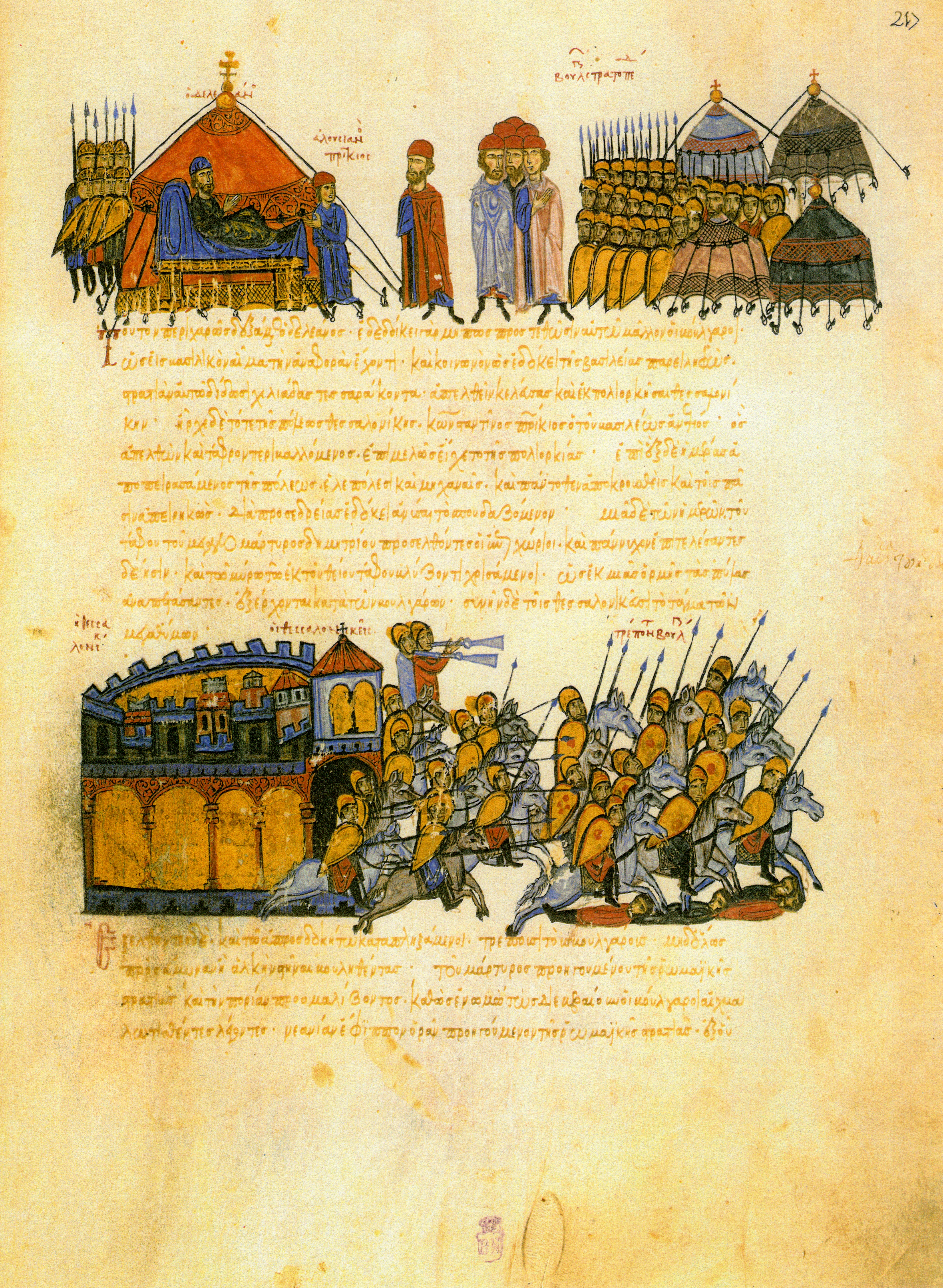
Beleg van Thessaloniki door Alusianus (1040)

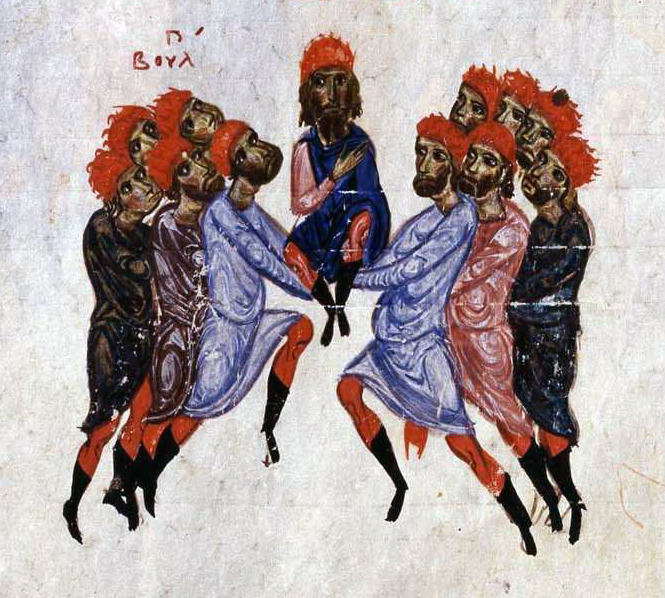
Bulgaren kiezen Peter Deljan tot koning

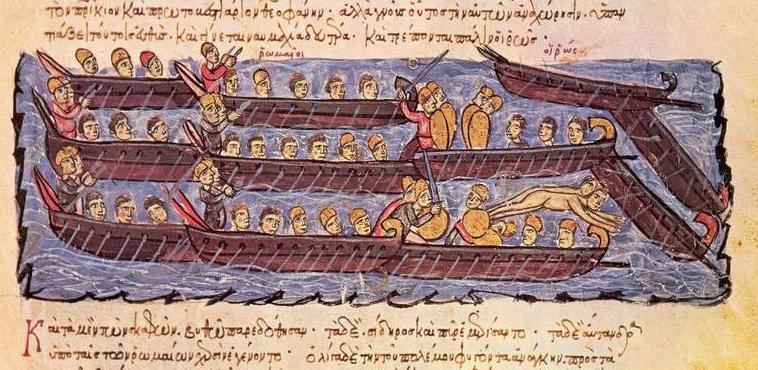
Byzantijnen slaan de Russische aanval van 941 af

De Madrileense kroniek van Skylitzes is een verlucht manuscript uit de twaalfde eeuw. Het bevat de keizerskroniek van Johannes Skylitzes (Σύνοψις ἱστοριῶν) en is geïllustreerd met 574 miniaturen. Dit zijn de enige bekende miniaturen uit de middelbyzantijnse tijd. De huidige bewaarplaats is de Nationale Bibliotheek van Spanje (MS Graecus Vitr. 26-2).

## Geschiedenis
Het manuscript vermeldt geen oorsprong, maar het handgeschreven Grieks verraadt een Siciliaanse herkomst. Het is gelijkaardig aan dat van een Arabisch geneeskundehandboek uit een scriptorium in het zuiden van Italië (een Griekse vertaling bewaard in de Vaticaanse bibliotheek, Vat. Gr. 300), alsook aan een tweetalig document uit de Palermitaanse kanselarij van Rogier II van Sicilië (Patti, Capitulaire archieven, I.164). De illustraties zijn verwant aan deze bij een dichtwerk van Pietro da Eboli (handschrift vervaardigd in Palermo voor keizer Hendrik VI in de jaren 1190 - Bern, Burgerbibliothek, lat. 120). De Madrileense kroniek zou dus vervaardigd zijn onder Rogier II en zijn zoon Willem, in het derde kwart van de 12e eeuw.
Nadien is het werk gesignaleerd in het Sint-Salvatorklooster van Messina in de loop van de 15e eeuw. Het kwam in 1712 terecht in de koninklijke bibliotheek van Madrid.

## Beschrijving en iconografische analyse
De kroniek van Johannes Skylitzes is geschreven rond 1070 en werd honderd jaar later nog gekopieerd, zoals blijkt uit het Madrileense handschrift. Enkele bladzijden uit het midden en einde ontbreken. Er zijn ook pagina's die bewust leeg zijn gelaten door de scribenten, voor verluchtingen die er nooit zijn gekomen.
De 574 miniaturen zijn historisch van groot belang. Specialisten onderkennen grosso modo twee soorten: deze van puur Byzantijnse inspiratie en deze die ook een westerse invloed hebben ondergaan. Ook de islamitische schilderstijl is goed herkenbaar. Ongetwijfeld zijn de minitaturen gemaakt door een divers team van verluchters, wat perfect te rijmen valt met de Siciliaanse realiteit van dat moment. Waarschijnlijk zagen de Normandische koningen van Sicilië het verhaal van de Byzantijnse keizers als inspiratiebron voor hun eigen imperiale ambities.